# باربيتال
الباربيتال (باللاتينية: Barbital) هو مركب على شكل إبر بلورية بيضاء، ذو طعم خفيف المرارة، ينصهر بين 188 - 192 درجة سيليزية، يُستعمل ملحه (بربيتال الصوديوم) مسكناً ومنوماً لأمد قصير، ويسمى أيضاً (بالإنجليزية: diethyl barbituric acid)‏، وإن الاسم الكيميائي للباربيتال هو ثنائي إيثيل مالونيل اليوريا، أو ثنائي إيثيل حمض الباربيتوريك.

## التحضير
إن أول من اصطنع الباربيتون عام 1902 هما الكيميائيان الألمانيان إيميل فيشر وجوزيف فون ميرينغ، واللذان نشرا اكتشافهما عام 1903، وسوّق إنتاجهما من قبل شركة باير تحت اسم "فيرونال". كما سوّق الملح المنحل للباربيتون من قبل شركة شيرينغ Schering AG تحت اسم ميدينال".
يمكن اصطناع الباربيتون من تفاعل تكاثف اليوريا مع ثنائي إيثيل-2,2-ثنائي إيثيل المالونات، وهو مشتق لمركب ثنائي إيثيل المالونات.

## التأثير الدوائي
يعد الباربيتون من أحسن المنومات المتوفرة. كان طعمه قليل المرارة، ولكنه أحسن من المذاق غير المقبول للبروميدات. يمتلك الباربيتون بعض التأثيرات الجانبية. جرعته العلاجية بعيدة عن الجرعة السامة. على الرغم من ذلك، فإن الاستخدام المديد ينتج عنه تحمل للدواء، مما يتطلب زيادة في الجرعة للوصول إلى التأثير المطلوب. لذلك فإن الجرعة المفرطة القاتلة لهذا المنوم بطيء التأثير لم تكن غير شائعة. يعد الطيار الرائد آرثر ويتن براون من الشخصيات التي توفيت بجرعة مفرطة مفاجئة.

## الاستخدامات
استخدمت محاليل الباربيتال الصودي بوصفها محاليل موقية في البحوث الحيوية، مثال: التناضح الحلولي المناعي أو في المحاليل المثبتة.
بما أن الباربيتال مادة يمكن التحكم بها، فالمحلول الوقائي القلوي منها استعيض عنه بمواد أخرى.